# Hylesia ernestonis
Hylesia ernestonis är en fjärilsart som beskrevs av Embrik Strand 1920. Hylesia ernestonis ingår i släktet Hylesia och familjen påfågelsspinnare. Inga underarter finns listade i Catalogue of Life.